# Pedicure

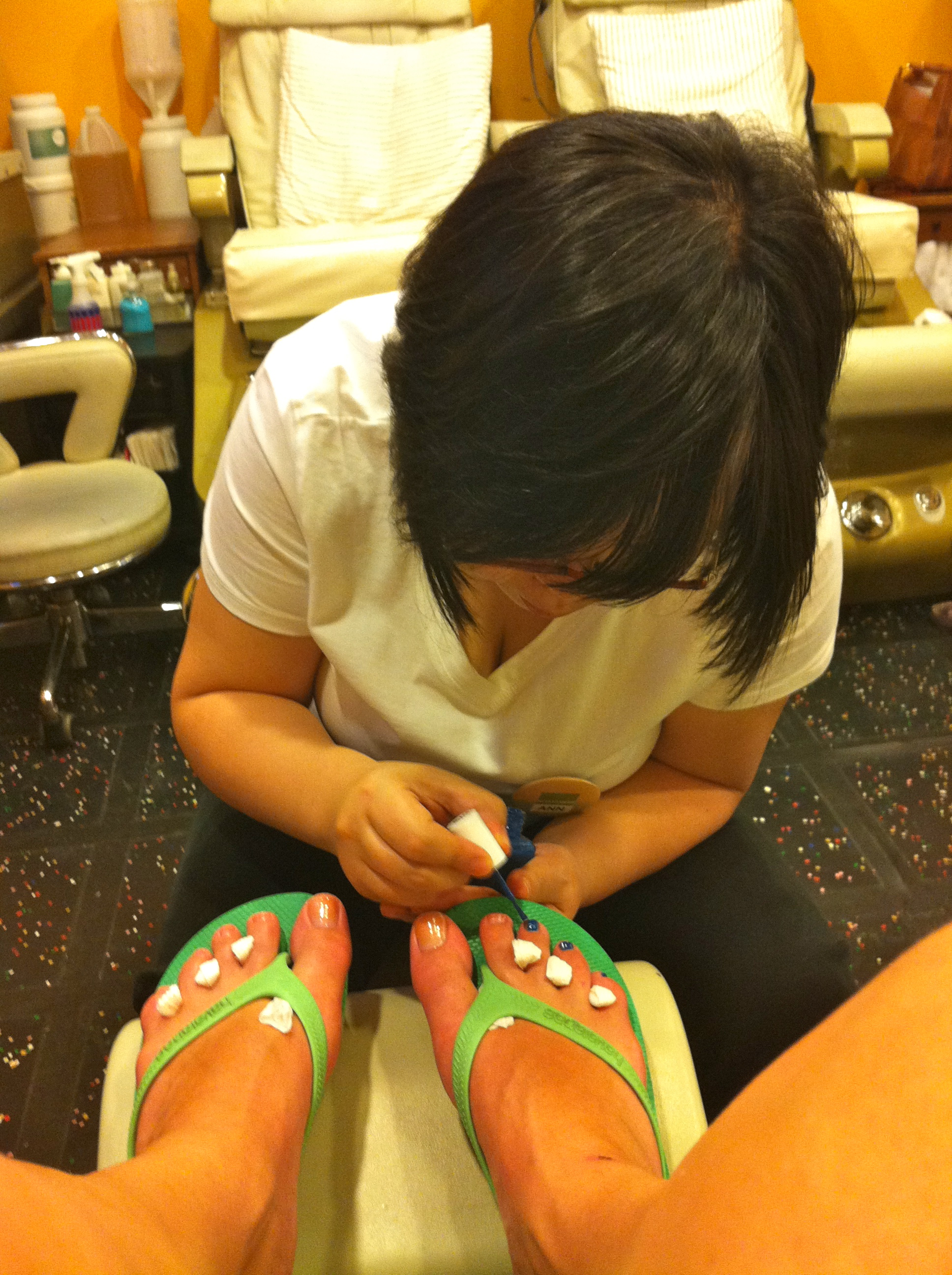
Donna intenta a lavorare a una pedicure

La pedicure è l'insieme dei trattamenti mirati alla cura e l'abbellimento dei piedi (gommage, applicazione di emollienti, massaggio, applicazione di smalti per unghie ecc...)

## Etimologia
Pedicure è una parola macedonia francese composta dai termini latini pes pedis (lett. "piede") e il tema curare (lett. "curare").

## Rischi per la salute
Gli specialisti sottolineano che, nella pedicure, un uso improprio o una mancata sterilizzazione degli strumenti da lavoro, possono portare a danni alla salute, tra cui infezioni, irritazioni cutanee e verruche. I trattamenti dei piedi possono inoltre portare al contagio con il batterio di tipo Mycobacterium fortuitum.